# Мирумянц, Сурен Осипович
Сурен Осипович Мирумянц (1 ноября 1925, Самарканд, Узбекская ССР — 18 сентября 2018, Казань, Республика Татарстан, Россия) — советский и российский физик, доктор физико-математических наук, профессор, член-корреспондент Академии инженерных наук им. А. М. Прохорова, заслуженный деятель науки Российской Федерации. Директор Государственного института прикладной оптики. Основал казанскую научную школу по молекулярной спектроскопии и атмосферной оптике.

## Биография
Сурен Мирумянц родился 1 ноября 1925 года в Самарканде Узбекской ССР в армянской семье.
В 1955 году завершил обучение в Самаркандском государственном университете. В том же году начал свою трудовую деятельность в Государственном оптическом институте в должности старшего техника.
С июля 1959 года и до конца жизни работал в Государственном институте прикладной оптики (ГИПО) в Казани, возглавляя его в период 1963—1986 годов. Там он основал казанскую научную школу по молекулярной спектроскопии и атмосферной оптике.
За время руководства Мирумянцем, в ГИПО развивалась технологическая, научная и производственная база. Совершенствовалось производство инфракрасных тепловизионных приборов для авиации, сухопутных войск и космоса. На серийное производство были поставлены первый разработанный отечественный тепловизионный прицел, который использовался для ПТРК «Фагот», первое инфракрасное наблюдательное устройство для разведки в ночное время суток из космоса. Под руководством Мирумянца ГИПО участвовал в создании 55 военных комплексов, которые впоследствии были принятых на вооружение Советской армии и ВМФ.

## Достижения
- Заслуженный деятель науки и техники Республики Татарстан (1995);
- Заслуженный деятель науки Российской Федерации (2001)[2];
- орден Октябрьской революции;
- два ордена Трудового Красного Знамени;
- Медаль «За Победу над Германией в Великой Отечественной войне 1941—1945 гг.»;
- Медаль «30 лет Советской армии и флота»[1];
- Почетный член Ассоциации предприятий и промышленников Республики Татарстан[4]

## Память
Сурен Мирумянц умер 18 сентября 2018 года. 15 июня 2022 года в Казани установили мемориальную доску в честь него. Она располагается на доме № 17/9 по ул. Правды, где жил учёный. Инициатива установления мемориальной доски принадлежит Государственному институту прикладной оптики в Казани и Минкульту Татарстана.